# Завод счётно-аналитических машин имени В. Д. Калмыкова
Московский завод счётно-аналитических машин имени В. Д. Калмыкова (АО «САМ») — московское предприятие, родоначальник производства средств вычислительной техники в СССР, основанное в 1923 году.
Основные производственные мощности находились в Москве на улице Нижняя Красносельская, д. 35 (4 га), недалеко от метро Бауманская. Дополнительная производственная база (4 га) имелась до 2010 года в районе Некрасовка (ЮВАО Москвы).
В 2010—2012 годах произошла смена собственника, был начат снос части зданий завода для последующего строительства на их месте жилого комплекса.

## Общая информация
На заводе «САМ» производятся средства электронной и вычислительной техники, системы и устройства управления и связи.
Также завод имеет лицензии на космическую деятельность; разработку, производство и ремонт вооружения и военной техники, лицензии ФАПСИ. Сертификатами подтверждено соответствие требованием ISO 9001-2000, ГОСТ РВ 15.002-2003 (по ЕКПС 1210, 1821, 1851, 1852, 1870, 2111, 5805, 5820, 7010, 7015, 7031), завод являлся лицензионным партнёром Siemens по производству, сбыту и сервису.

## История
Завод был основан в 1923 году под названием «Бюро точной механики 1-го МГУ» как предприятие по ремонту пишущих машин, счётных и кассовых аппаратов.
В 1927 бюро было преобразовано в «Завод-бюро точной механики 1-го МГУ», а в 1928 — в «Завод счетно-пишущих машин Треста точной механики». Начато производство первого в стране арифмометра «Союз-1».
Затем был реорганизован в «Первый Государственный завод счётных и счётно-аналитических машин (САМ)», наладил выпуск десятиклавишных машин.
До 1941 года на заводе выпускались счётные и сортировальные машины, арифмометры «Феликс», табуляторы Т1 и Т2.
Во время Великой Отечественной войны завод перешёл на производство пистолетов-пулемётов ППШ (изготовив около 1,2 млн единиц), ППС (выпуск 531 359 единиц).
В 1949 году на базе завода создан «научно-исследовательский институт счётного машиностроения», позже ставший НИИсчётмаш.
Вместе с СКБ-245 начал производство первой в стране ламповой ЭВМ «Стрела»; затем вместе с Институтом точной механики и вычислительной техники (ИТМ и ВТ) начал производство аналоговых ЭВМ и ЭВМ специального назначения.
С 1956—1957 годов серийно выпускал ЭВМ М-20.
Также выпускал ЭВМ «Урал-14» (разработана в пензенском НИИ УВМ, д. т. н. Б. И. Рамеев) и БЭСМ-6 (ИТМ и ВТ, ак. С. А. Лебедев).
В 1978 году заводу присвоено имя министра радиопромышленности СССР Валерия Калмыкова (1908—1974).
Производил элементы и устройства ЭВМ третьего и четвёртого поколений: многопроцессорных вычислительных комплексов (МВК) «Эльбрус-1» и «Эльбрус-2», ЭВМ «Эльбрус-Б», модульного конвейерного процессора (МКП).
В 1994 году предприятие было приватизировано и преобразовано в акционерную компанию. Активное производство продолжалось до конца 2000-х годов.
В 2010 году предприятие не заключало новых контрактов, объёмы производства снизились на 40 процентов, было произведено массовое сокращение работников. В августе 2010 года работники обращались к президенту и угрожали перекрыть крупные автотрассы, после чего на должность и. о. генерального директора был назначен Владимир Шульга. В декабре 2010 года и. о. директора завода Владимир Шульга был убит в собственном автомобиле.

## Захват и банкротство завода
К концу 2012 года завод находился на грани банкротства
В 2013 году группа «Магма» владела 78 % акций завода, еще 12,9 % акций имело Росимущество.
В отношении работников ИК «Магма», в том числе Владимира Курбатова, возбуждено уголовное дело, связанное с Гелиймашем, расследование продолжается.
Летом 2014 года продолжался демонтаж капитальных строений на территории завода.

## Продукция
Ранее производились:
- арифмометры «Феликс»,
- табуляторы,
- бортовые цифровые вычислительные машины,
- электронно-вычислительные машины Урал-1, Стрела, БЭСМ-6 и её модернизированный вариант «Эльбрус-КБ».
- с 1993 года по лицензии Siemens Nixdorf, ЭВМ на базе процессоров MIPS: RM200, RM300, RM400, Reliant RM1000[16][17]

В 2009 году предприятие производило:
- Вычислительные комплексы «Эльбрус-90 микро» и «Эльбрус-3М1»
- Объемные керамические СВЧ-фильтры
- Для РЖД: «Системы идентификации подвижного состава, микропроцессорной сигнализации стрелок и сигналов МПЦ системы Ebilock.»
- БВК (бортовые вычислительные комплексы) для грузовых и пилотируемых космических кораблей типа «Союз» (Аргон-16, выпускается с 1974 года, изготовлено 380 экземпляров[19])
- Аппаратура для системы электронных платежей

В 2010 году предприятие производило бортовые вычислительные комплексы «Аргон-16» для космических кораблей, стойки управления и коммутации, оказывало услуги по монтажу электронных модулей.